# Инсул
Инсул (њем. Insul) општина је у њемачкој савезној држави Рајна-Палатинат. Једно је од 74 општинска средишта округа Арвајлер. Према процјени из 2010. у општини је живјело 474 становника. Посједује регионалну шифру (AGS) 7131034.

## Географски и демографски подаци
Инсул се налази у савезној држави Рајна-Палатинат у округу Арвајлер. Општина се налази на надморској висини од 218 метара. Површина општине износи 5,0 km². У самом мјесту је, према процјени из 2010. године, живјело 474 становника. Просјечна густина становништва износи 95 становника/km².